# Лівіньйо
Лівіньйо (італ. Livigno) — муніципалітет в Італії, у регіоні Ломбардія, провінція Сондріо.
Лівіньйо розташоване на відстані близько 550 км на північ від Рима, 140 км на північний схід від Мілана, 50 км на північний схід від Сондріо.
Населення — 6334 особи (2014).
Щорічний фестиваль відбувається 8 вересня. Покровитель — Santa Maria Nascente.

## Демографія
Населення за роками:

Станом на 1 січня 2023 року в муніципалітеті офіційно проживали 632 іноземці з 55 країн, серед них 180 громадян країн Євросоюзу та 19 громадян України.

## Сусідні муніципалітети
- Понтрезіна
- Поск'яво
- Щанф
- Вальдідентро
- Цернец
- Цуоц